# Asplenia ethiopica
Asplenia ethiopica là một loài bướm đêm trong họ Noctuidae.